# Предке, Александр Александрович
Александр Александрович Предке (род. 5 января 1994, Димитровград, Ульяновская область) — российский и сербский шахматист, гроссмейстер (2016), мастер спорта России. В 2019 году стал бронзовым призёром командного чемпионата России в составе команды ШК «Сима Ленд» (Свердловская область).

## Биография
Шахматами начал заниматься в 8 лет. Воспитанник тольяттинской СДЮСШОР № 4 «Шахматы». В 2010 году выиграл чемпионат России до 16 лет. В 2014 году стал бронзовым призёром чемпионата до 20 лет.
В 2017 году Предке занял 2-е место в Мемориале Льва Полугаевского.
В августе 2018 года занял 3-е место в открытом турнире «А» Рижского технического университета.
В 2018 году Предке финишировал вторым на Сараевском шахматном турнире и занял третье место в Мемориале Чигорина (7 очков из 9).
На чемпионате Европы 2019 Предке занял 20-е место (7,5 из 11 очков) и квалифицировался на Кубок мира. Летом выиграл высшую лигу чемпионата России.
В апреле он разделил 1—2 места на международном турнире в Ла-Роде, набрав 7,5 оиз 9.
Учился в Уральском горном университете.